# 保铮
保铮（1927年12月1日—2020年10月21日），男，江苏南通人，中国电子学家，中国科学院院士。

## 生平
保铮早年就读于南通中学，后考入南通河海专科学校，就读土木工程专业。期间因为生病耽搁三年。1948年又考入南通学院的纺织学院。因为对纺织专业并不感兴趣，又在1949年重新参加了高校招生考试，选择进入大连大学工学院（1950年改为大连工学院）电讯工程系。
1952年随院系调整前往张家口中国人民解放军通信工程学院，次年毕业于雷达系，师从毕德显。此后留校任教，长期从事雷达、信号处理等领域的研究工作。文化大革命期间曾在陕西省眉县五七干校劳动。1974年开始从事数字动目标显示器的研究，推动了国内雷达数字信号处理的发展。1982年升任教授。1984年至1992年间任西安电子科技大学校长。曾任雷达信号处理国家重点实验室学术委员会主任。
2020年10月21日18时45分在西安逝世。

## 奖项和荣誉
1988年被评为全国先进教育工作者、获全国五一劳动奖章。1990年被评为全国高校先进科技工作者。1991年当选中国科学院院士。1992年获光华科技基金特等奖，1999年获何梁何利基金科学与技术进步奖。2019年被授予庆祝中华人民共和国成立70周年纪念章。

## 家庭
长子保谦、次子保宏。